# Chrobacza Łąka (polana)
Chrobacza Łąka – polana pod szczytem Chrobaczej Łąki (828 m) w Beskidzie Małym. Ciągnie się od wysokości około 745 m prawie pod szczyt Chrobaczej Łąki. Dawniej była to łąka, później hala pasterska, a jej nazwa pochodzi od nazwiska Chrobak, był to jeden z jej właścicieli. Od nazwy łąki z kolei pochodzi nazwa szczytu. Czasami spotyka się nieprawidłową nazwę Hrobacza Łąka.
Administracyjnie polana znajduje się w granicach wsi Żarnówki Małej, będącej częścią wsi Międzybrodzie Bialskie w Polsce, w województwie śląskim, w powiecie żywieckim, w gminie Czernichów. Przez środek polany biegnie droga do Żarnówki Małej. W górnej części polany wybudowano Schronisko turystyczne na Chrobaczej Łące, samą polanę zaś z powodu ekonomicznej nieopłacalności zaprzestano wykorzystywać jako łąkę czy pastwisko i od tego czasu stopniowo zarasta lasem. Nadal jednak jest dobrym punktem widokowym. Panorama widokowa obejmuje Jezioro Międzybrodzkie, Kiczorę, Żar ze zbiornikiem wodnym elektrowni szczytowo-pompowej, Jaworzynę, Kościelec, długi grzbiet Nowego Światu i wznoszący się nad nim grzbiet Rogacza i Czupla. W głębi widoczny Beskid Żywiecki z Babią Góra, Pilskiem, Romanką i góry słowackie, przy dobrej widoczności także Tatry Zachodnie.